# Erwin Gimmelsberger
Erwin Gimmelsberger (* 8. September 1923 in Eberschwang, Oberösterreich; † 19. Juni 2003 in Salzburg) war Lyriker, Prosaist, Journalist und Gründer der Rauriser Literaturtage.

## Leben
Gimmelsberger kam schon als Kleinkind nach Salzburg und schlug dort den Beruf des Journalisten ein. Er leitete das Büro der österreichischen Nachrichtenagentur APA (Austria Presse Agentur), widmete sich aber auch der Belletristik und nahm früh an Lesungen teil. 1970 proklamierte er die Gründung der Rauriser Literaturtage, diese fanden vom 17. bis 21. Februar 1971 erstmals statt. In Kooperation mit Hans Weigel konnten schon im ersten Jahr prominente jüngere Vortragende wie Ilse Aichinger, Thomas Bernhard und Gerhard Amanshauser gefunden werden. Die Veranstaltung etablierte sich im deutschsprachigen Literaturbetrieb. Sie wurde bis 1988 von Gimmelsberger selbst geleitet.
Gimmelsberger erhielt zahlreiche Auszeichnungen, darunter den Günter-Eich-Preis (1988), den
Rauriser Bürgerpreis für Literatur (1985) und das Österreichische Ehrenkreuz für Wissenschaft und Kunst (1982) sowie den Theodor-Körner-Preis für Literatur (1976).

## Werke (Auswahl)
- Berichte für Doktor Simon und andere Erzählungen, 1974 ISBN 978-3-203-50493-3
- Auf Segeln verlorener Schiffe (1976) ausgezeichnet mit dem Oberösterreichischen Landes-Kulturpreis
- Momentaufnahmen fremder Landschaften (1977), ISBN 978-3-85214-179-4
- Rauriser Texte (1979), ISBN 978-3-7011-7164-4
- Träume über weißem Papier (1983), ISBN 978-3-7011-7176-7